# Йосиповка (Черневецкий район)
Йосиповка (укр. Йосипівка) — село на Украине, находится в Черневецком районе Винницкой области.
Код КОАТУУ — 0524955101. Население по переписи 2001 года составляет 168 человек. Почтовый индекс — 24100. Телефонный код — 4357.
Занимает площадь 0,42 км².

## История
В 1946 году указом ПВС УССР хутор Юзино переименован в Йосиповку.

## Адрес местного совета
24100, Винницкая область, Черневецкий р-н, пгт Черневцы, ул. Ленина, 103/1